# Wiebe
Wiebe  è un nome proprio di persona frisone, olandese e tedesco maschile.

## Varianti
- Alterati
  - Frisone: Wibo[1]
  - Olandese: Wibo[1]
- Femminili
  - Frisone: Wiebke[3]
  - Tedesco: Wiebke[3][2], Wibke[3]

### Varianti in altre lingue
- Femminili
  - Danese: Vibeke[3]
  - Norvegese: Vibeke[3]
  - Svedese: Viveka[3]

## Origine e diffusione
Si tratta di un ipocoristico, di origine medievale, di nomi contenenti l'elemento germanico wig, "guerra" come Luigi, ma presente anche in nomi femminili quali Edvige ed Heilwig, e può essere quindi considerato analogo al nome Viggo. Alternativamente, viene indicato come la forma moderna del nome germanico Wippo, il cui significato potrebbe essere "frusta", "sferza", oppure "che si muove rapidamente"; in quest'ultimo caso sarebbe affine per significato ai nomi Argo, Cono e Boaz.

## Onomastico
Il nome è adespota, ovvero non è portato da alcun santo. L'onomastico ricorre pertanto il 1º novembre, giorno di Ognissanti.

## Persone

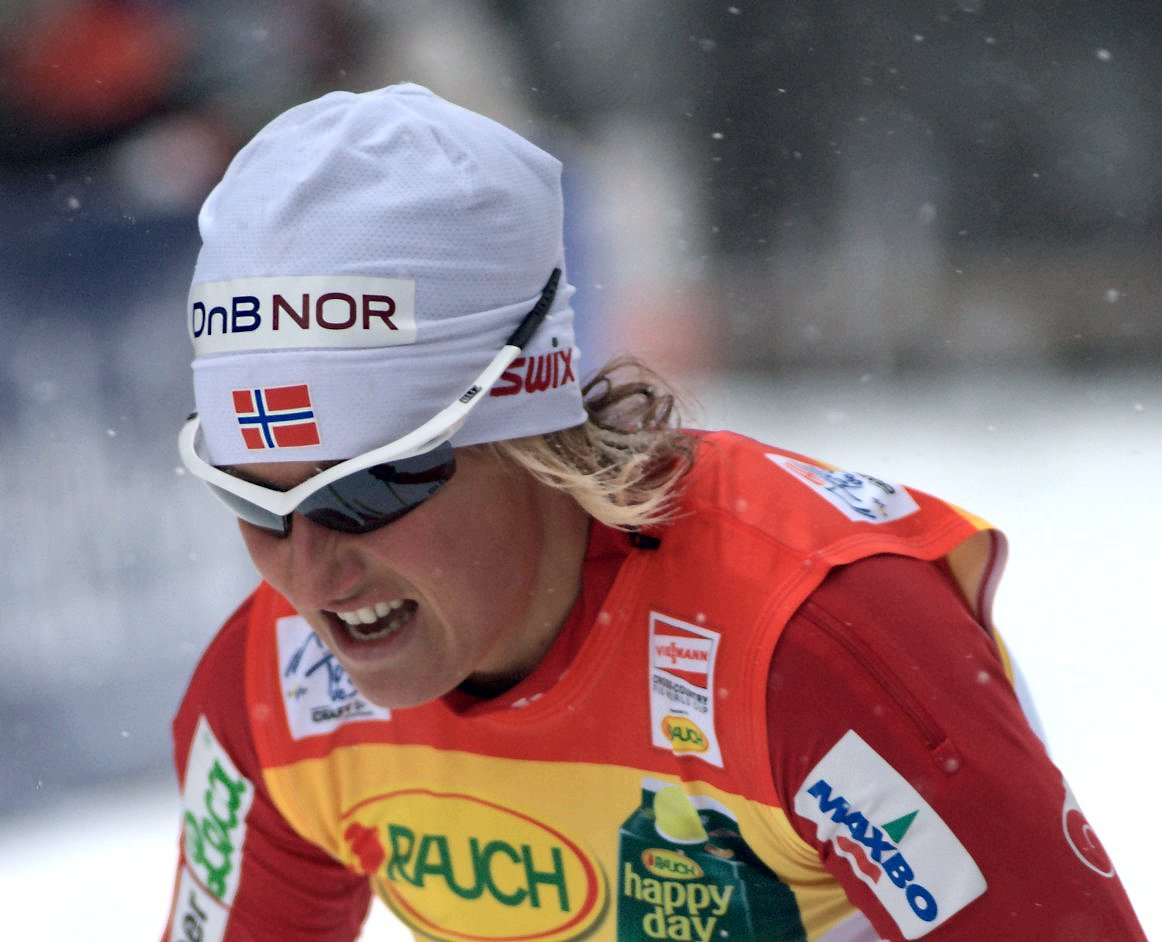
Vibeke Skofterud

### Variante femminile Vibeke
- Vibeke Kruse, amante di Cristiano IV di Danimarca
- Vibeke Skofterud, fondista norvegese
- Vibeke Stene, cantante e soprano norvegese

## Toponimi
- 2414 Vibeke è un asteroide della fascia principale.